# Trichosteleum pobeguinii
Trichosteleum pobeguinii är en bladmossart som beskrevs av Jean Édouard Gabriel Narcisse Paris och Brotherus 1904. Trichosteleum pobeguinii ingår i släktet Trichosteleum och familjen Sematophyllaceae. Inga underarter finns listade i Catalogue of Life.